# Eleições legislativas de 2009 no Seixal

## Resultados Oficiais
| Partido                 | Partido                        | Votos   | %               | +/-   |
| ----------------------- | ------------------------------ | ------- | --------------- | ----- |
|                         | Partido Socialista             | 26 354  | 34,82 / 100,00  | 8,66  |
|                         | Coligação Democrática Unitária | 14 509  | 19,17 / 100,00  | 0,65  |
|                         | Partido Social Democrata       | 12 462  | 16,46 / 100,00  | 0,28  |
|                         | Bloco de Esquerda              | 9 992   | 13,20 / 100,00  | 2,64  |
|                         | CDS – Partido Popular          | 7 574   | 10,01 / 100,00  | 4,37  |
|                         | PCTP/MRPP                      | 848     | 1,12 / 100,00   | 0,11  |
|                         | Outros                         | 1 338   | 1,77 / 100,00   |       |
| Votos Inválidos         | Votos Inválidos                | 2 620   | 3,46 / 100,00   | 0,60  |
| Total                   | Total                          | 75 697  | 100,00 / 100,00 |       |
| Eleitorado/Participação | Eleitorado/Participação        | 125 468 | 60,33 / 100,00  | 5,39  |
| Fonte                   | Fonte                          | [ 1 ]   | [ 1 ]           | [ 1 ] |

## Resultados por Freguesia
Os resultados seguintes referem-se aos partidos que obtiveram mais de 1,00% dos votos:
| Freguesia            | %     | %     | %     | %     | %     | %    | Votantes |
| Freguesia            | PS    | CDU   | PSD   | BE    | CDS   | PCTP | Votantes |
| -------------------- | ----- | ----- | ----- | ----- | ----- | ---- | -------- |
| Aldeia de Paio Pires | 32,84 | 27,81 | 10,44 | 12,79 | 9,16  | 1,56 | 5 652    |
| Amora                | 35,77 | 19,00 | 16,15 | 12,90 | 9,97  | 1,01 | 24 395   |
| Arrentela            | 33,37 | 24,27 | 13,59 | 13,25 | 9,38  | 1,25 | 13 286   |
| Corroios             | 35,28 | 15,25 | 18,72 | 13,82 | 10,48 | 1,04 | 23 634   |
| Fernão Ferro         | 35,63 | 13,02 | 20,44 | 13,02 | 11,24 | 1,22 | 7 120    |
| Seixal               | 28,82 | 34,04 | 15,28 | 10,37 | 6,27  | 0,93 | 1 610    |
| Seixal               | 34,82 | 19,17 | 16,46 | 13,20 | 10,01 | 1,12 | 75 697   |

#### Aldeia de Paio Pires
| Partido                 | Partido                        | Votos | %               | +/-  |
| ----------------------- | ------------------------------ | ----- | --------------- | ---- |
|                         | Partido Socialista             | 1 856 | 32,84 / 100,00  | 8,91 |
|                         | Coligação Democrática Unitária | 1 572 | 27,81 / 100,00  | 0,45 |
|                         | Bloco de Esquerda              | 723   | 12,79 / 100,00  | 2,68 |
|                         | Partido Social Democrata       | 590   | 10,44 / 100,00  | 0,29 |
|                         | CDS – Partido Popular          | 518   | 9,12 / 100,00   | 4,90 |
|                         | PCTP/MRPP                      | 88    | 1,56 / 100,00   | 0,10 |
|                         | Outros                         | 98    | 1,73 / 100,00   |      |
| Votos Inválidos         | Votos Inválidos                | 207   | 3,66 / 100,00   | 0,60 |
| Total                   | Total                          | 5 652 | 100,00 / 100,00 |      |
| Eleitorado/Participação | Eleitorado/Participação        | 9 611 | 58,81 / 100,00  | 5,23 |

#### Amora
| Partido                 | Partido                        | Votos  | %               | +/-  |
| ----------------------- | ------------------------------ | ------ | --------------- | ---- |
|                         | Partido Socialista             | 8 725  | 35,77 / 100,00  | 8,61 |
|                         | Coligação Democrática Unitária | 4 634  | 19,00 / 100,00  | 0,94 |
|                         | Partido Social Democrata       | 3 940  | 16,15 / 100,00  | 0,68 |
|                         | Bloco de Esquerda              | 3 147  | 12,90 / 100,00  | 2,30 |
|                         | CDS – Partido Popular          | 2 431  | 9,97 / 100,00   | 4,42 |
|                         | PCTP/MRPP                      | 246    | 1,01 / 100,00   | 0,11 |
|                         | Outros                         | 439    | 1,80 / 100,00   |      |
| Votos Inválidos         | Votos Inválidos                | 833    | 3,42 / 100,00   | 0,81 |
| Total                   | Total                          | 24 395 | 100,00 / 100,00 |      |
| Eleitorado/Participação | Eleitorado/Participação        | 41 834 | 58,31 / 100,00  | 4,93 |

#### Arrentela
| Partido                 | Partido                        | Votos  | %               | +/-  |
| ----------------------- | ------------------------------ | ------ | --------------- | ---- |
|                         | Partido Socialista             | 4 433  | 33,37 / 100,00  | 8,61 |
|                         | Coligação Democrática Unitária | 3 224  | 24,27 / 100,00  | 0,74 |
|                         | Partido Social Democrata       | 1 806  | 13,59 / 100,00  | 0,45 |
|                         | Bloco de Esquerda              | 1 761  | 13,25 / 100,00  | 2,72 |
|                         | CDS – Partido Popular          | 1 246  | 9,38 / 100,00   | 4,53 |
|                         | PCTP/MRPP                      | 166    | 1,25 / 100,00   | 0,09 |
|                         | Outros                         | 236    | 1,78 / 100,00   |      |
| Votos Inválidos         | Votos Inválidos                | 414    | 3,12 / 100,00   | 0,37 |
| Total                   | Total                          | 13 286 | 100,00 / 100,00 |      |
| Eleitorado/Participação | Eleitorado/Participação        | 22 744 | 58,42 / 100,00  | 6,09 |

#### Corroios
| Partido                 | Partido                        | Votos  | %               | +/-  |
| ----------------------- | ------------------------------ | ------ | --------------- | ---- |
|                         | Partido Socialista             | 8 339  | 35,28 / 100,00  | 8,60 |
|                         | Partido Social Democrata       | 4 425  | 18,72 / 100,00  | 0,30 |
|                         | Coligação Democrática Unitária | 3 604  | 15,25 / 100,00  | 0,47 |
|                         | Bloco de Esquerda              | 3 267  | 13,82 / 100,00  | 2,57 |
|                         | CDS – Partido Popular          | 2 478  | 10,48 / 100,00  | 4,26 |
|                         | PCTP/MRPP                      | 246    | 1,04 / 100,00   | 0,12 |
|                         | Outros                         | 410    | 1,73 / 100,00   |      |
| Votos Inválidos         | Votos Inválidos                | 865    | 3,66 / 100,00   | 0,44 |
| Total                   | Total                          | 23 634 | 100,00 / 100,00 |      |
| Eleitorado/Participação | Eleitorado/Participação        | 37 831 | 62,47 / 100,00  | 5,96 |

#### Fernão Ferro
| Partido                 | Partido                        | Votos  | %               | +/-  |
| ----------------------- | ------------------------------ | ------ | --------------- | ---- |
|                         | Partido Socialista             | 2 537  | 35,63 / 100,00  | 9,79 |
|                         | Partido Social Democrata       | 1 455  | 20,44 / 100,00  | 1,78 |
|                         | Coligação Democrática Unitária | 927    | 13,02 / 100,00  | 1,59 |
|                         | Bloco de Esquerda              | 927    | 13,02 / 100,00  | 4,55 |
|                         | CDS – Partido Popular          | 800    | 11,24 / 100,00  | 3,99 |
|                         | PCTP/MRPP                      | 87     | 1,22 / 100,00   | 0,28 |
|                         | Outros                         | 132    | 1,85 / 100,00   |      |
| Votos Inválidos         | Votos Inválidos                | 255    | 3,58 / 100,00   | 0,83 |
| Total                   | Total                          | 7 120  | 100,00 / 100,00 |      |
| Eleitorado/Participação | Eleitorado/Participação        | 10 980 | 64,85 / 100,00  | 5,34 |

#### Seixal
| Partido                 | Partido                        | Votos | %               | +/-  |
| ----------------------- | ------------------------------ | ----- | --------------- | ---- |
|                         | Coligação Democrática Unitária | 548   | 34,04 / 100,00  | 1,61 |
|                         | Partido Socialista             | 464   | 28,82 / 100,00  | 5,59 |
|                         | Partido Social Democrata       | 246   | 15,28 / 100,00  | 2,48 |
|                         | Bloco de Esquerda              | 167   | 10,37 / 100,00  | 0,93 |
|                         | CDS – Partido Popular          | 101   | 6,27 / 100,00   | 2,54 |
|                         | Outros                         | 38    | 2,36 / 100,00   |      |
| Votos Inválidos         | Votos Inválidos                | 46    | 2,86 / 100,00   | 1,00 |
| Total                   | Total                          | 1 610 | 100,00 / 100,00 |      |
| Eleitorado/Participação | Eleitorado/Participação        | 2 468 | 65,24 / 100,00  | 2,81 |